# Sierra de Toconquis
La sierra de Toconquis, o cerros de Toconquis, es un cordón montañoso que se encuentra en la provincia de Catamarca, Argentina. Forma parte de la Puna, y discurre en dirección suroeste-noreste, en la zona este de Catamarca. Las cumbres de las montañas alcanzan entre los 5000 a 6000 m.
La sierra se encuentra en el departamento de Antofagasta de la Sierra, al sur del salar del Hombre Muerto. El núcleo de las montañas es de granito, que se encuentra cubierto por sedimentos que al oxidarse le dan a las sierras variados colores entre los que prevalecen la gama del rojo y ocre. 
Desde esta sierra escurren los ríos Punilla y de los Patos. 